# Paul Dini
Paul Dini (New York, 1957. augusztus 7. –) ötszörös Daytime Emmy-díjas amerikai író, producer. 

## Irodalmi művei
- Batman – Hush szíve képregény

### Magyarul megjelent
- Batman: Hush szíve; szöveg Paul Dini, rajz. Dustin Nguyen, ford. Bayer Antal; Képes Kiadó, Budapest, 2011
- Batman. Őrült szerelem és más történetek; szöveg Paul Dini, Bruce Timm írók, ford. Sepsi László; Fumax, Budapest, 2022
- Őrült szerelem. Harley Quinn. Egy Batman történet; Paul Dini, Bruce Timm képregénye alapján, szöveg Paul Dini, Pat Cadigan, ford. Sepsi László; Kolibri, Budapest, 2024

## Műsorai

### Sorozatok
- Pöttöm kalandok (Tiny Toon Adventures) 1990-1992, forgatókönyvíró
- Szuperdod (Duck Dodgers) 2003-2006, forgatókönyvíró
- Tower Prep 2010, alkotó

### Filmek
- Double Dragon – A medál hatalma (Double Dragon) 1994, történetíró
- Batman és Superman – A film (The Batman/Superman Movie) 1998, történetíró, producer
- Jay és Néma Bob visszavág (Jay and Silent Bob Strike Back) 2001, színész
- Scooby-Doo! Abrakadabra! (Scooby-Doo! Abracadabra-Doo) 2010, forgatókönyvíró

## Fordítás
- Ez a szócikk részben vagy egészben  a   Paul Dini című angol Wikipédia-szócikk fordításán alapul.  Az eredeti cikk szerkesztőit annak laptörténete sorolja fel. Ez a jelzés csupán a megfogalmazás eredetét és a szerzői jogokat jelzi, nem szolgál a cikkben szereplő információk forrásmegjelöléseként.